# 1998年太平洋颶風季
1998年太平洋飓风季是一次较为不活跃的太平洋飓风季，一共形成了6场大型飓风。本季于1998年5月15日从东太平洋（西经140°以东的太平洋）、1998年6月1日从中太平洋（国际日期变更线到西经140°的太平洋）正式开始，同年11月30日结束，传统上这样的日期界定了一年中绝大多数热带气旋在国际日期变更线以东的太平洋形成的时间段。热带风暴阿加莎于6月11日形成，是本季首场风暴，飓风玛德琳则是最后一个热带气旋，于10月20日消散。中太平洋的热带天气活跃程度较低，只发现了一个热带低气压。有两个在东太平洋形成的热带气旋移动到了中太平洋，并且其中第一个进入时还处于飓风强度。
本季一共形成了13场获得命名的风暴，低于每季15场命名风暴的平均值；不过全季一共有9场风暴达到飓风强度，这比平均值又要高1场，同时6场大型飓风也远远超过了3场的平均值。飓风季的活动性因热带辐合带北移而受阻，热带辐合带通常位于特万特佩克湾以南，但这年却北移到了墨西哥中部和南部，导致气旋所处位置的海面温度偏低，限制了全季形成风暴的数量。虽然1998年夏季一直有一个半永久性的反气旋存在，使得大部分风暴都保持在海上，但仍有部分风暴因反气旋的薄弱环节而对下加利福尼亚半岛构成威胁。除了飓风凯伊外，本季的所有风暴都源于东风波。
飓风伊西斯是本季造成影响最大的气旋，在登陆墨西哥南下加利福尼亚州南部和锡那罗亚州海岸期间夺走了14人的生命。伊西斯对该国造成了相当程度的破坏，有超过700套民房被损，数十辆汽车被损。风暴之后给美国西南部带去零星降水，引发了一些交通事故。除伊西斯以外，还有热带风暴哈维尔从墨西哥哈利斯科州海岸登岸。该国还有受到另外4场风暴的间接影响，这4场风暴都一直位于海上没有登陆。飓风莱斯特影响到了中美洲，导致危地马拉两人丧生。有3个热带气旋给美国西南部带去小到中雨，还有一场飓风在加利福尼亚州沿岸产生大浪。飓风梅德琳在德克萨斯州南部引发洪灾，造成了惨重的人员伤亡和财产损失。

## 风暴

### 热带风暴阿加莎
6月8日，一股结构混乱的东风波穿越中美洲进入东太平洋。由于北面一个高压脊的影响，东风波向西行进，并发展出大范围环流。占主导地区的环流中心组织结构逐渐得到改善，对流变得更层次分明，并且有带状特征逐渐发展。到6月11日清晨，中心已经与对流充分关联，美国国家飓风中心因此将其归类为1998年太平洋飓风季的第一号热带低气压，分类时这片扰动天气位于墨西哥阿卡普尔科西南偏南方向约765公里海域。
低气压的中心起初并不明显，外流基本局限于环流的东半部分。低气压因此在之后数天里都没有得到显著发展。之后，一股逼近的东风波与低气压融合，使得系统开始增强，组织结构得到改善。到了6月13日，美国国家飓风中心将低气压升级成热带风暴，并将其命名为“阿加莎”（Agatha）。风暴获名时位于卡波圣卢卡斯（Cabo San Lucas）东南偏南方向约1050公里洋面。气象部门预计，阿加莎接下来经过的水域水温将出现下降，所以气旋不会得以进一步强化。但风暴实际上却得以迅速增强，发展出弧形对流带将中心包裹起来，并于6月11日清晨在下加利福尼亚州最南端的西南方向约985公里海域达到最大持续风速每小时100公里的最高强度。阿加莎的最高强度保持了约12小时，然后因进入水温较低的洋面上空而逐渐减弱。6月15日，气旋降级为热带低气压，并于一天后在太平洋开放水域上空消散。这场风暴自始至终没有对陆地产生影响。

### 第二号热带低气压
几天后，另一股热带扰动沿中美洲和墨西哥南海岸向西平行移动，对流开始逐渐组织起来，系统于6月19日晚在墨西哥曼萨尼约西南偏南方向约420公里洋面发展成第二号热带低气压。成为热带低气压时，气旋保持着大规模且拉长的下层环流，并带有部分带状特征，但外流由于风切变的影响而受到限制。美国国家飓风中心起初预测低气压会增强，达到风力时速80公里强度，但也有两个计算机模型预计气旋会很快消散。由于受到墨西哥上空高压脊的影响，低气压向西北偏西方向移动，同时也因风切变不断增多而无法得到显著发展。到了6月20日，环流中心已经部分暴露出来，并且位置也在大部分对流的东北方向，这表明风暴的强度较弱。低气压一度接近热带风暴强度，但其中的深层对流在系统进入水温较低的海域后消退。6月21日，美国国家飓风中心发布了针对低气压的最后一份公告，称低气压虽然仍保有层次分明的下层环流，但已经没有关联的对流存在。墨西哥西南部部分地区因这场风暴出现暴雨，局部最高降雨量达到141毫米。

### 飓风布拉斯
6月8日，一股东风波离开非洲海岸，在穿越大西洋期间强度一直较弱，于6月19日进入东太平洋。东风波轴线上有对流区发展并组织起来，美国国家飓风中心于6月20日开始采用德沃夏克分析法对其进行分析。系统的广阔环流变得更层次分明，对流中的带状特征也有所增加，6月22日，这片扰动天气在特万特佩克湾以南约925公里洋面发展成第三号热带低气压。在转向气流的影响下，低气压总体朝西北偏西方向前进。深层对流集中到中心附近，成为热带低气压约12小时后，系统在瓦哈卡州安赫尔港（Puerto Angel）以南约640公里海域强化为热带风暴布拉斯。
热带风暴布拉斯在沿墨西哥海岸平行移动的过程中继续组织，其中的带状特征有所增加，并于6月23日在阿卡普尔科西南方向约555公里海域成为1998年太平洋飓风季的首场飓风。次日，飓风发展出卫星图像上清晰可见的风眼，上层外流也变得更加明显。布拉斯快速增强，于6月25日在下加利福尼亚州最南端的东南偏南方向约925公里洋面达到最大持续风速每小时225公里的最高强度。风眼周围的对流温度有所升高，布拉斯在其北面一个高压脊的影响下转向西进，但连续数天里其风眼一直都清晰可见。6月28日，飓风因进入的海域水温降低而减弱成热带风暴，再于6月30日降级成热带低气压。一天后，由于中心附近缺少对流，气象部门认定低气压已经消散。残留的下层云层漩涡持续了数天，于7月5日在夏威夷以南洋面经过后消散。根据美联社的报道，米却肯州因布拉斯而发生了一起泥石流灾害，导致4人死亡。但是美国国家飓风中心认为，风暴的大部分对流都位于海上，所以这些人员丧生应该与这场飓风没有关联。阿卡普尔科官员因气旋的威胁暂时关闭了港口。

### 热带风暴西莉亚
7月1日，一股东风波离开非洲海岸向西移动，这一过程中由于强烈的风切变而无法得到进一步增强，并在7月11日穿越中美洲进入东太平洋。有对流带沿东风波轴线发展出来，美国国家飓风中心于7月13日开始采用德沃夏克分析法对位于特万特佩克湾以南的东风波进行监控。系统的云层格局很快变得混乱，扰动天气区继续向西北偏西方向移动。7月16日，对流有所增加并组织成带状特征；7月17日，系统在墨西哥曼萨尼约以南约240公里海域发展成第四号热带低气压。气旋成为热带低气压后迅速组织，仅6小时后就增强为热带风暴西莉亚。风暴起初向西北方向移动，短暂对南下加利福尼亚州构成威胁。墨西哥政府为此于7月18日向拉巴斯以南地区发布了热带风暴警告。此后不久，西莉亚因中到上层反气旋的影响转向西北偏西，从卡波圣卢卡斯西南偏南方向约240公里处掠过。7月19日，风暴达到风力时速95公里的最高强度，然后因进入水温较低的海域上空而导致对流消退。7月20日，系统降级为热带低气压，并于7月21日清晨在海上消散，始终远离墨西哥海岸线。
系统尚处热带扰动阶段时沿墨西哥海岸产生了局部暴雨。该国有关部门将阿卡普尔科港口暂时向小型渔船和休闲船只关闭，并建议大型船只谨慎出行。没有出现因这场风暴造成破坏的报道。

### 飓风达比
7月4日，一股东风波离开非洲海岸并向西穿越大西洋，经过中美洲后于7月16日进入太平洋，其中的对流在这一期间有小幅增长。3天后，东风波到达墨西哥阿卡普尔科以南洋面，对流开始沿东风波轴线增长。7月21日，卫星图像显示系统的云层格局已出现弧度，美国国家飓风中心因此开始使用德沃夏克分析法。对流的带状特征逐渐发展，估计系统于7月23日清晨在下加利福尼亚半岛最南端以南约1160公里海域组织成第五号热带低气压。由于北面存在中到上层高压脊的影响，低气压向西北偏西方向移动。随着外流得到进一步组织，对流也变得更加集中，系统在成为热带低气压18小时后强化为热带风暴并获名“达比”（Darby）。
由于所处海域环境有利于进一步发展，达比于7月24日达到飓风标准，随后还发展出一个27公里宽的风眼。风眼变得更加清晰，周围有深层对流区环绕，飓风于7月25日在卡波圣卢卡斯西南方向约1370公里洋面达到最大持续风速每小时185公里的最高强度。之后卫星图像上很快就没有了风眼，估计飓风已进入眼墙置换周期，达比的风力时速降至约170公里。接下来气旋发展出的风眼约为40公里宽，飓风也在7月26日重新强化并再次达到风速每小时185公里的最高强度。达比在30个小时里都保持着环形飓风的特性，组织结构层次分明，并且很长时间里都只有少量的带状特征。接下来风暴因行经海域水温较低且风切变较多而开始减弱，进入中太平洋飓风中心责任范围后于7月29日降级成热带风暴。7月31日，气旋弱化成热带低气压，并于8月1日清晨在夏威夷群岛以北洋面消散，始终都没有对陆地构成影响。

### 飓风埃斯特尔
7月18日，一股东风波离开非洲西海岸并向西穿越大西洋，其中包含零散对流，但没有得到发展。东风波先后途经加勒比海和墨西哥湾南部，于7月28日穿过中美洲进入东太平洋。7月29日，美国国家飓风中心开始使用德沃夏克分析法对系统进行监控。发展出带状特征和表面环流后，系统在墨西哥曼萨尼约东南方向约275公里海域发展成第六号热带低气压。低气压继续组织，其对流不断增长并且有了明确的上层外流，于7月30日强化成热带风暴并获命名为“埃斯特尔”（Estelle）。
由于北面一股大规模反气旋的影响，热带风暴埃斯特尔在向西北偏西方向移动的过程中逐渐增强。7月31日，风暴在下加利福尼亚州最南端东南偏南方向约885公里洋面升级成飓风。卫星图像上可以非常清晰地看到气旋发展出直径48公里的风眼，说明强化仍在继续。8月2日，埃斯特尔达到最大持续风速每小时215公里的最高强度，属四级飓风标准。飓风很快开始减弱，其中的深层对流开始消退，卫星图片上的风眼也逐渐消失。达到最高强度两天后，气旋强度已回落到热带风暴标准。8月4日晚，风暴关联的对流消散，并于次日降级成热带低气压。8月6日，低气压中短暂有对流重新发展出来，但只持续了很短的时间，由于风切变增强，水温降低，低气压进一步减弱。两天后，系统在夏威夷群岛东北偏东方向约645公里海域消散。南加州海岸受到埃斯特尔产生的大浪冲击，救生员为此执行了多次营救工作。风暴对夏威夷周围的信风产生干扰，导致考艾岛和欧胡岛出现风雨，但强度都不高。

### 热带风暴弗兰克
7月19日，一股东风波离开非洲海岸。7月22日，佛得角以南洋面发展出中层环流，但东风波在继续西进的过程中结构却出现了恶化。7月31日，东风波穿过中美洲进入东太平洋。对流稳步增长，但一直到8月4日才开始组织，气象部门也于这天开始使用德沃夏克分析法。接下来系统形成了下层环流，并于8月6日在下加利福尼亚半岛最南端以南约885公里洋面发展成第七号热带低气压。由于墨西哥上空的高压脊和西面的中层低压槽影响，低气压总体向北移动。低气压的中心起初呈长条状，气旋结构还受到北向风切变的不利影响。这种情况起初令系统无法得到进一步增强，但随着风暴进入水温较高的海域，其中的对流也相应增多并组织成带状特征。8月8日，低气压升级成热带风暴并获名“弗兰克”（Frank），然后很快转向西北偏北，从下加利福尼亚州西海岸掠过。8月9日，弗兰克在南下加利福尼亚州宪法城（Ciudad Constitución）西北偏西方向约170公里洋面达到风力时速75公里的最高强度。风暴转向西北，部分环流位于陆地上空，并因行经水域温度降低而稳步减弱。8月10日，气旋在下加利福尼亚州近海消散。
8月8日，墨西哥政府向下加利福尼亚半岛西南部分地区发布了热带风暴警告。卡波圣卢卡斯的港口关闭，泥石流的威胁还促使官员下令将部分居民撤离。南卡加利福尼亚州出现阵风和中等程度降水，降雨量最高的是洛斯卡沃斯附近的圣塔安尼塔（Santa Anita），达到244毫米。弗兰克的水分一直延伸到了美国西南部，南加州和亚利桑那州的降雨量都超过50毫米。有新闻报道中称风暴造成了3人死亡，但其他地区没有出现因弗兰克而遭受破坏的报道。

### 飓风乔杰特
8月4日，东太平洋出现了一股与热带辐合带连接的东风波。东风波向西移动，到8月9日时已在墨西哥以南洋面形成下层环流。随着系统与热带辐合带分离，其中的带状特征出现增长，于8月11日在阿卡普尔科西南方向约1170公里海域发展成第八号热带低气压。成为热带气旋时，低气压中心附近保有一片集中的深层对流区。美国国家飓风中心起初预计低气压会缓慢增强，在72小时内达到风力时速115公里强度。事实证明，在这场风暴存在的大部分时间里，美国国家飓风中心都低估了其强度发展。
由于位处一个副热带高压脊的西部外围沿线，低气压稳定向西北方向前进，并且接下来其存在期间都将总体保持这一前进方向。8月11日晚，系统增强成热带风暴并获命名为乔杰特（Georgette），并于两天后发展出65公里宽的风眼，在卡波圣卢卡斯西南偏南方向约990公里海域升级成飓风。随着带状特征变得非常层次分明，风眼也变得越来越清晰。乔杰特在下加利福尼亚州最南端的西南偏西方向约1110公里洋面达到最大持续风速每小时185公里的最高强度。接下来飓风很快进入水温较低的海域，对流温度升高并逐渐减少，气旋开始减弱。8月16日，乔杰特降级成热带风暴，再于8月17日消散，没有对陆地构成影响。

### 第一号热带低气压
热带辐合带北面发展出一片关联的对流区，这片对流区在其北面一个高压脊的影响下向西北偏西方向移动，于8月19日在夏威夷群岛东南方向约1600公里处组织成第一号热带低气压。低气压转向西进，这一过程中没能得到显著发展，一个上层低气压槽产生的强烈的风切变导致系统不断减弱。8月19日，中太平洋飓风中心发布了针对位于夏威夷岛希洛以南约585公里洋面系统的最后一份公告。这个气旋没有对陆地构成影响。

### 飓风霍华德
8月7日，一股东风波离开非洲海岸，在穿越大西洋的过程中未能组织起来。但8月17日到达东太平洋后，东风波轴线上已经有对流区发展出来。次日，美国国家飓风中心开始启用德沃夏克分析法，系统中也逐渐有大规模环流中心形成。起初对流时断时续，但还是逐渐组织并在中心附近持续存在，8月20日，这股扰动天气在墨西哥瓦哈卡州安赫尔港以南约555公里海域发展成了第九号热带低气压。低气压总体向西北偏西方向前进，发展出更显著的带状特征。8月21日，低气压升级成热带风暴，并获命名为“霍华德”（Howard）。霍华德的中心被深层对流包裹起来，风暴很快于21日晚达到飓风标准。随着外流进一步组织，系统发展出风眼，气旋开始爆发性增强，在下加利福尼亚州最南端的东南偏南方向约965公里洋面达到风力时速240公里的最高强度，这时其风眼尺寸较小，并且位于非常寒冷的中心密集云区以内。
达到最高强度后不久，霍华德的风眼开始逐渐扩大，致使其强度略有下滑。风速降至每小时200公里后，风眼直径约为50公里，飓风的结构转变成环形飓风，与之前的飓风达比类似。风暴再次强化，于8月25日达到四级飓风标准，次日又出现小幅减弱。霍华德保持环形飓风特征约48小时后移动到了水温较低的洋面。8月28日，气旋降级成热带风暴，到了8月30日清晨，气象部门认为系统已经消散。一个小规模且不含对流的下层云层漩涡还持续了几天时间后再逐渐消散。这场风暴没有对陆地产生影响。

### 飓风伊西斯
伊西斯源于9月1日墨西哥西南部一片大型下层环流和一股东风波之间的相互作用。系统朝北面进发，首先袭击了下加利福尼亚半岛最东南部，然后在加利福尼亚湾达到飓风强度，于9月3日在墨西哥的锡那罗亚州再次登陆，然后很快就失去了下层环流。风暴残余接下来还持续了几天时间，最终在美国的爱达荷州境内消散。
伊西斯在墨西哥摧毁了超过700套房屋，还直接导致14人死亡，这其中大部分是因南下加利福尼亚州南部所降暴雨，部分地区降雨量超过了500毫米。降水导致大范围道路和铁路受损，成千上万的人被困在路上。风暴的残余湿气一直延伸到美国西南部地区，带去了少量降水，引发数十起交通事故，加利福尼亚州圣迭戈县有数千居民家中停电。

### 热带风暴哈维尔
气象学家估计，哈维尔应该是源于8月22日离开非洲的一股东风波。沿东风波北部存在的对流扰动于8月24日发展成了大西洋的飓风丹妮尔；东风波南部则继续西进，在穿越大西洋期间活动很少，导致难以准确追踪。9月3日，阿卡普尔科附近开始有对流区发展，根据推算，东风波这时应该也就是行进到了这一位置。9月5日，扰动天气朝西北偏西方向移动并变得更为明显，到了9月6日，对流已经充分组织起来并持续存在，美国国家飓风中心因此将其归类为第十一号热带低气压，其时系统位于墨西哥曼萨尼约西南方向约330公里海域。
环流中心起初因受东向风切变的影响偏移到了对流的东部边缘，北面的副热带高压脊则令气旋总体向西北偏西方向移动。低气压缓慢增强，于9月7日升级成热带风暴并获名“哈维尔”（Javier）。系统中的带状特征没有很好地组织起来，9月8日，气旋达到最大持续风速每小时95公里的最高强度，与此同时其中心上空的对流出现大幅增加。不久，风暴因转向气流减弱掉头向东，同时对流也迅速减少。到了9月9日，哈维尔的中心已部分从不断消亡的深层对流中暴露出来，于当晚降级成热带低气压。9月11日，美国国家飓风中心发布了针对哈维尔的最后一份公告，但之后重新分析的结果发现系统这时仍属热带气旋并转向东南。东太平洋热带海域在这期间有大范围扰动天气持续存在，所以很难从中分辨出哈维尔，不过气旋的对流又出现短暂增加，并且9月12日晚有船只报告风力时速超过65公里，表明哈维尔再次达到了热带风暴强度。系统转向东北，风速达到每小时80公里，然后开始因对流减少而弱化。9月14日清晨，风暴在哈利斯科州最西面的卡布科连特斯（Cabo Corrientes）东南偏东方向约55公里处登陆，并在上岸不到12小时后消散。美国国家飓风中心建议墨西哥沿海地区的小型船只注意监控风暴发展。
哈维尔在墨西哥海岸沿线地区产生中等程度降水，科利马州的24小时降雨量最高，达到187毫米，米却肯州也有170毫米，哈利斯科州则只有85毫米。巴亚尔塔港记录的累积降雨量最高，达440毫米，不过没有出现因这场风暴造成损失的报道。

### 第十二号热带低气压
一股热带扰动天气发展出持续的对流，并关联有下层环流，于10月1日在墨西哥曼萨尼约西北偏西方向约565公里洋面组织成第十二号热带低气压。由于位处一片存在弱转向气流的海域，气象学家起初预计系统会向西北偏西方向缓慢行进，并且风速会达到每小时95公里左右，但气旋实际上却是向东飘移，之后再缓慢朝西掉头。低气压未能进一步组织起来，其外观也逐渐恶化。10月2日清晨，有两艘船只报告系统北面更远的地方出现西南风，美国国家飓风中心因此认定这时的气旋中心要么非常小，要么就根本不存在，或是中心位置在雷暴活动以北较远的位置。该组织在实际操作中把风暴中心向北面调整，并在6小时后根据可以辨识的卫星图像将中心位置向南调整了185公里，此后又在发布针对系统的最后一份公告时再次向北移动。到了10月3日清晨，低气压中已经只有时断时续的对流存在，于同日晚些时间在下加利福尼亚半岛方向消散。气旋东部边缘令墨西哥西南部普降暴雨，局部降雨量最高的达到161毫米。

### 飓风凯伊
10月10日，一个小规模下层环流从下加利福尼亚州西南方向数百英里外的热带辐合带分离出来。这片环流层次分明，但对流很少并且结构混乱。10月12日，对流有大幅增长，系统的组织性得到明显改善，于10月13日清晨在卡波圣卢卡斯西南方向约1150公里洋面成为第十三号热带低气压。经德沃夏克分析法得到的数据也表明系统风速约为每小时55公里。美国国家飓风中心在实际操作中预计低气压会在稳步向西北偏西方向移动的过程中达到风力时速70公里的最高强度。
风暴中心起初结构混乱，不过飓风季过后的分析估计低气压在形成6小时后就达到了热带风暴标准。成为热带风暴后，凯伊总体向西行动，并在这一过程中迅速强化。对流中心发展出针孔状的风眼，气旋于10月13日升级成飓风，这时距热带低气压形成还只过了约18小时。保持飓风强度约12小时后，凯伊的风眼消失，对流减弱，于10月14日清晨弱化成热带风暴。由于受到弱转向气流的影响，系统转向西南，之后再转向南下，于10月15日降级成热带低气压。此后虽有零星对流重新发展出来，但都未能保持。低气压转至东南，之后又转向东，于10月17日在起源头海域的西南偏南方向约530公里处消散，这场风暴没有影响到陆地。

### 飓风莱斯特
9月29日，一股东风波离开非洲海岸，其中的一片对流区于10月5日发展成大西洋的飓风丽莎。东风波继续西进，穿越中美洲后向西北方向移动，其对流有所增长，于10月15日在危地马拉以南约320公里洋面组织成第十四号热带低气压。低气压继续向西北方向前进，于15日晚在墨西哥和危地马拉边境以南约185公里海域升级成热带风暴，并于10月16日达到飓风标准。莱斯特继续西进并增强，于10月22日达到最大持续风速每小时185公里的最高强度。10月23日晚，飓风减弱成热带风暴，再持续了几天后于10月26日消散。
莱斯特存在早期令危地马拉西南部普降暴雨，造成部分房屋被毁，还有牲畜死亡，暴雨还引发了一场泥石流，夺走了两位孩童的生命。飓风给洪都拉斯带去的暴雨摧毁了德古斯加巴一座桥梁，对近千人构成影响。风暴的水分到达了西马德雷山脉东北边缘，山脉上坡一侧沿线一片狭窄范围降下暴雨，局部最高降雨量超过360毫米。虽然各地没有提供地面报告，但估计墨西哥南部海岸沿线的风力可能达到了热带风暴强度。

### 飓风玛德琳
9月25日，一股东风波离开非洲海岸，其组织结构在穿越太平洋期间一直很混乱，之后再穿过中美洲进入太平洋。系统继续西进，于10月15日开始稳步组织，再于10月16日在墨西哥西南偏西方向约370公里海域发展成第十五号热带低气压。低气压位于一中层高压脊的最西侧，并因此向西北偏北方向移动。成为热带低气压12小时后，系统增强成热带风暴并获名“玛德琳”（Madeline）。气旋带状特征的组织结构逐渐改善，于10月17日晚升级成飓风。10月18日，玛德琳在纳亚里特州圣布拉斯（San Blas）西南方向约150公里洋面达到风力时速150公里的最高强度。10月19日晚，飓风降级成热带风暴，于10月20日在加利福尼亚湾南部消散。
玛德琳的部分雨带移动到了墨西哥西南部部分地区上空，卡布科连特斯的降雨量有近560毫米，不过该国没有出现因这场风暴造成人员伤亡或破坏的报道。风暴的水分对整个德克萨斯州东南部地区的暴雨起到了促进作用，局部降雨量超过560毫米，共有31人因洪灾丧生，损失数额达7.5亿美元。

## 气旋能量指数排名
| 1         | 29.27 | 霍华德   | 8  | 2.69 | 伊西斯 |
| 2         | 23.74 | 莱斯特   | 9  | 2.15 | 凯伊   |
| 3         | 19.65 | 布拉斯   | 10 | 2.20 | 阿加莎 |
| 4         | 18.31 | 达比     | 11 | 2.02 | 西莉亚 |
| 5         | 14.6  | 埃斯特尔 | 12 | 1.91 | 哈维尔 |
| 6         | 11.18 | 乔杰特   | 13 | 0.77 | 弗兰克 |
| 7         | 5.49  | 玛德琳   |    |      |        |
| 合计：133 |       |          |    |      |        |

右侧的表格中显示了本季各场风暴的气旋能量指数。大致来说，气旋能量指数通过对飓风的强度和持续时间来计算，强度越高，持续时间越长的风暴，其指数也相应越高。只有在热带系统风速达到或超过每小时63公里（34节）或热带风暴强度时才会对这一指数进行计算，并纳入全面的气象公告中。1998年太平洋飓风季的累积气旋能量指数为133.97×104kt2。由于本季的多场风暴持续时间较长，并且强度也比较高，因此全季活跃程度虽低，但气旋能量指数仍接近正常水平。飓风霍华德拥有全季最高的气旋能量指数，为29.27x104kt2。
数据来源：美国国家飓风中心热带气旋报告。

## 风暴名称
以下列表中显示了1995年用来给东北太平洋形成风暴命名的名称。由于没有任何名称退役，所以所有名称都会在2004年太平洋飓风季期间再度使用。列表中没有命名的名称将以灰色显示。
|  | - Newton（未用） - Orlene（未用） - Paine（未用） | - Roslyn（未用） - Seymour（未用） - Tina（未用） - Virgil（未用） - Winifred（未用） - Xavier（未用） - Yolanda（未用） - Zeke（未用） |

以下列表中显示了1998年用来给中太平洋（指国际日期变更线到西经140°的太平洋）形成风暴命名的名称，但由于全年都没有形成达到热带风暴强度的气旋，因此这些名称一个都没有使用。
| - Upana（未用） | - Wene（未用） | - Alika（未用） | - Ele（未用） |

## 解释说明
1. ↑  大型飓风指最大持续风速可以在萨菲尔-辛普森飓风等级中达到三级或以上的风暴[1]。
2. ↑  东风波指的是沿信风移动的低压槽[1]。